# Татусяк Сергій Пилипович
Сергій Пилипович Татусяк (нар. 5 квітня 1955, с. Жабокричка Чечельницький район, Вінницька область)  — український політик, Народний депутат України 4-го скликання. Голова Вінницької обласної ради від 11 листопада 2010 до 21 лютого 2014.

## Біографія

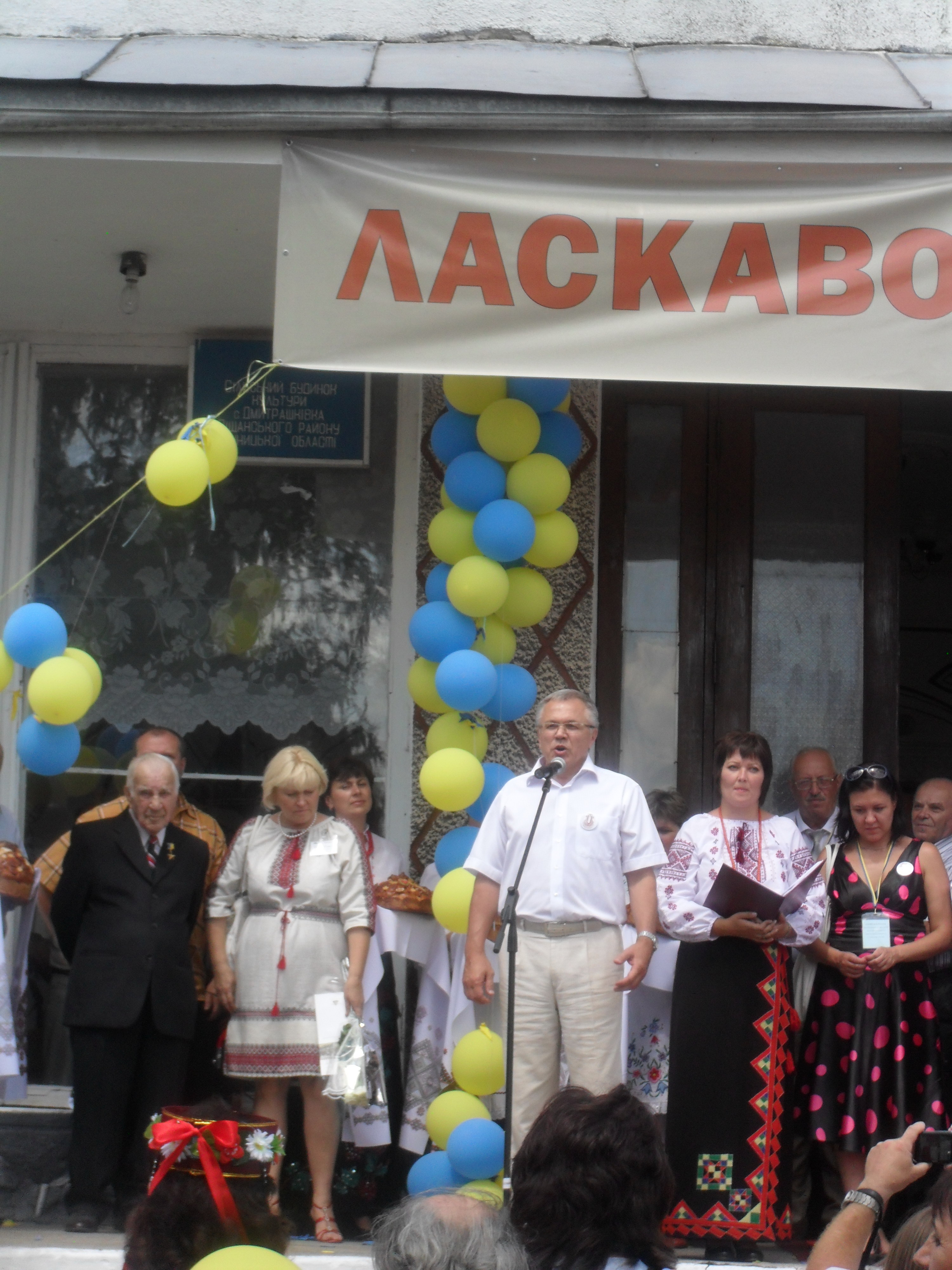
Татусяк Сергій Пилипович на церемонії відкриття 3-го Міжнародного фестивалю імені Павла Муравського у с. Дмитрашківка

Освіта: Вінницький педагогічний інститут (1978), учитель фізичного виховання; Тернопільська академія народного господарства (1998), економіст; Національна академія державного управління при Президентові України, маґістр державного управління.
08.1978-01.80 — тренер-викладач з волейболу ДЮСШ № 3 м. Вінниці. 01.1980-02.81 — старший інженер обласного будівельного загону, 02.1981-12.85 — зав. відділу оборонно-масової роботи Вінницького ОК ЛКСМУ. 12.1985-05.87 — голова Вінницької облради «Колос». 05.1987-07.90 — голова Вінницької облради Всесоюзного добровільного фізкультурно-спортивного товариства профспілок. 08.1990-11.94 — голова Вінницької облради кооперативного профспілкового фізкультурно-спортивного товариства «Колос». 11.1994-07.97 — президент АТ "Футбольний клуб «Нива», м. Вінниця. 07.1997-04.98 — заступник голови Вінницької облради. 05.1998-08.99 — заступник голови з питань організаційно-кадрової роботи — керівник секретаріату Вінницької облдержадміністрації. 08.1999-06.2001 — заступник керівника виконавчого апарату Вінницької облради. 07.2001-02.05 — заступник голови Вінницької облдержадміністрації.
Народний депутат України 4-го скликання 11.2005-04.06 від блоку «За єдину Україну!», № 44 в списку. На час виборів: заступник голови Вінницької обласної державної адміністрації, член НДП. Член Комітету з питань державного будівництва та місцевого самоврядування (з 11.2005).
03.2006 кандидат в народні депутати України від Блоку НДП, № 9 в списку.
Член Народно-демократичної партії (з 02.1996); 1-й заступник голови НДП (з 05.2006); голова Вінницької обласної організації НДП, член Політради НДП, член політвиконкому НДП (з 2001).
Є одним із засновників міжнародної організації «Україна-Польща-Німеччина». Громадську організацію було створено на установчих зборах 22 лютого 2007 року. Серед засновників організації були громадяни України, Польщі та Німеччини. Головою було обрано Сергія Татусяка.
Під час утворення партії Єдиний центр очолив її осередок у Вінниці, заступник голови Єдиного центру (з 07.2008). Після перемоги Віктора Януковича на президентських виборах 2010 у складі Вінницької обласної організації «Єдиного центру» увійшов у Партію регіонів.
На місцевих виборах 31 жовтня 2010 обраний до Вінницької обласної ради; 11 листопада 2010 був обраний головою ради.
10 лютого 2014 зі сцени вінницького Євромайдану депутат облради Сергій Свитко зачитав заяву голови Вінницької обласної ради Сергія Татусяка та його заступника Ігоря Кревського про вихід із Партії регіонів. Своє рішення депутати аргументували тим, що хочуть зберегти мир та порозуміння в регіоні, недопущення повторного штурму будівлі облдержадміністрації. 21 лютого 2014 депутати Вінницької облради проголосували за припинення повноважень голови облради Татусяка та недовіру голові облдержадміністрації Мовчану. 26 лютого головою Вінницької обласної ради було обрано депутата з фракції ВО «Батьківщина» Сергія Свитка.
Одружений; має сина і дочку.

## Виноски
1. ↑  Сергій Татусяк — новий голова Вінницької обласної Ради. Архів оригіналу за 19 листопада 2010. Процитовано 12 листопада 2010. [Архівовано 2010-11-19 у Wayback Machine.]
2. ↑  Татусяк і його заступник подали заяву про вихід із Партії регіонів. Архів оригіналу за 26 лютого 2014. Процитовано 23 лютого 2014.
3. ↑  Очільників Вінниці позбавили крісел. Архів оригіналу за 28 лютого 2014. Процитовано 23 лютого 2014. [Архівовано 2014-02-28 у Wayback Machine.]